# Schlacht um Rorke’s Drift
Koordinaten: 28° 20′ 57″ S, 30° 32′ 3″ O
Isandhlwana – Nyezane – Rorke’s Drift – Ntombe – Hlobane – Kambula – Gingindlovu – Ulundi
Die Schlacht um Rorke’s Drift fand am 22. Januar 1879 während des Zulukrieges zwischen dem Volk der Zulu und dem British Empire statt. Sie ging in die Geschichte ein, weil dort 139 Briten gegen bis zu 4000 Zulu standhielten.

## Vorgeschichte
1843 wurde das Gebiet von Kolonie Natal in Südafrika formell von den Briten annektiert. Der mächtige militaristische Zulustaat in der Nachbarschaft erschien den Briten als Bedrohung ihrer dortigen Siedlungen. Im Januar 1879 drangen deshalb englische Kolonialtruppen aus Natal in das Reich König Cetshwayos ein. Die stärkste Angriffskolonne, unter Lord Chelmsford, rückte über den Buffalo River, bei der Missionsstation Rorke’s Drift, vor. Oberleutnant Gonville Bromhead wurde beauftragt, mit der B-Kompanie des II. Bataillon des 24th Regiment of Foot (The South Wales Borderers) die Station zu schützen. Oberleutnant John Rouse Merriott Chard von den Royal Engineers erhielt den Auftrag, mit einigen Sappeuren eine Brücke über den Buffalo River zu errichten. Am 19. Januar traf Chard mit seinen Männern am Buffalo River ein. Am 22. Januar wurde Chard zu Lord Chelmsford nach Isandhlwana beordert. Nachdem er dort eingetroffen war, wurde ihm mitgeteilt, dass nur seine Männer in Isandhlwana bleiben sollten, woraufhin er nach Rorke’s Drift zurückkehrte. In der Schlacht bei Isandhlwana erlitten die Briten am selben Tag eine katastrophale Niederlage, bei der die eingesetzten 1300 Soldaten vollständig aufgerieben wurden.

## Der Kampf

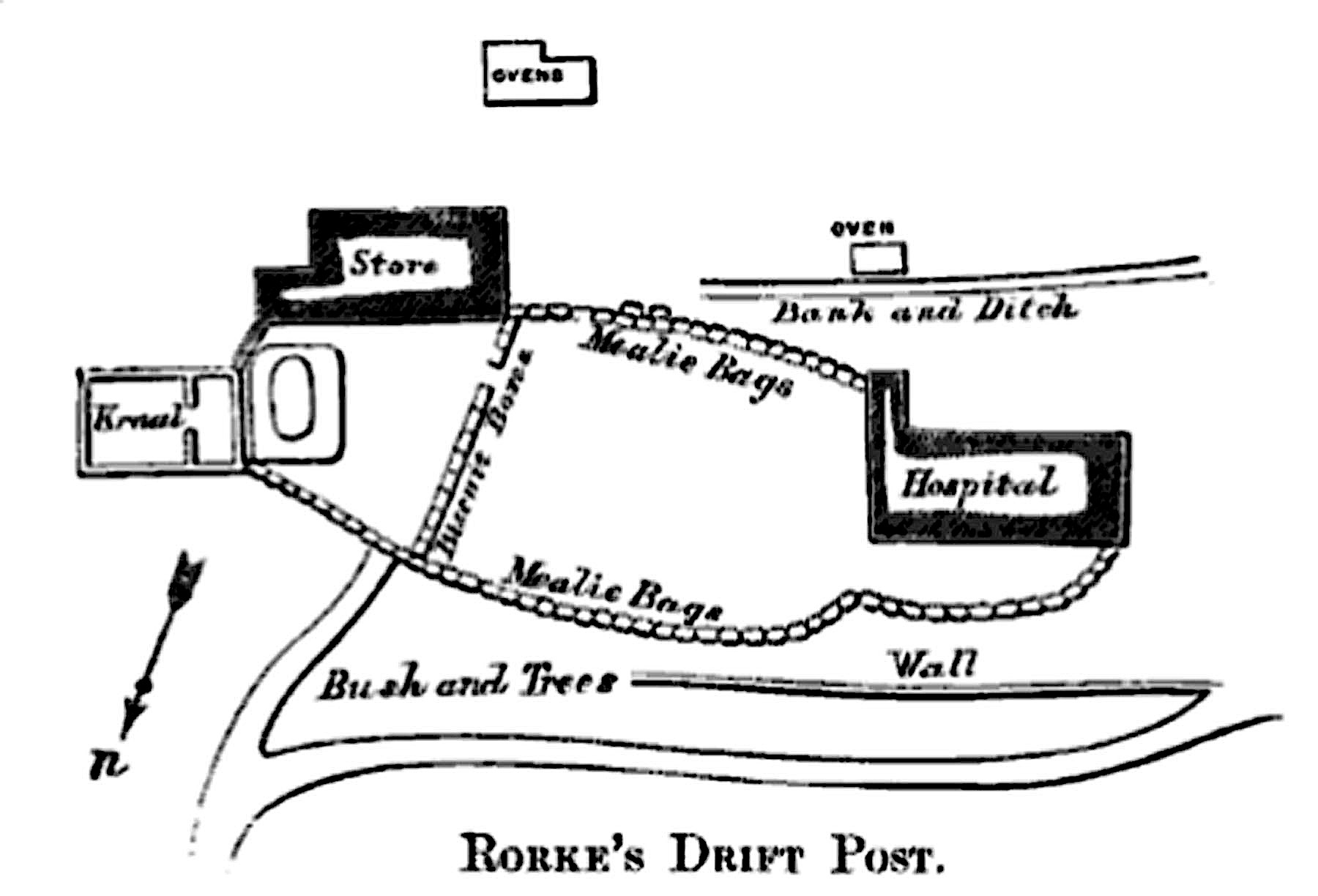
Skizze von Rorke’s Drift zum Zeitpunkt der Schlacht von 1879

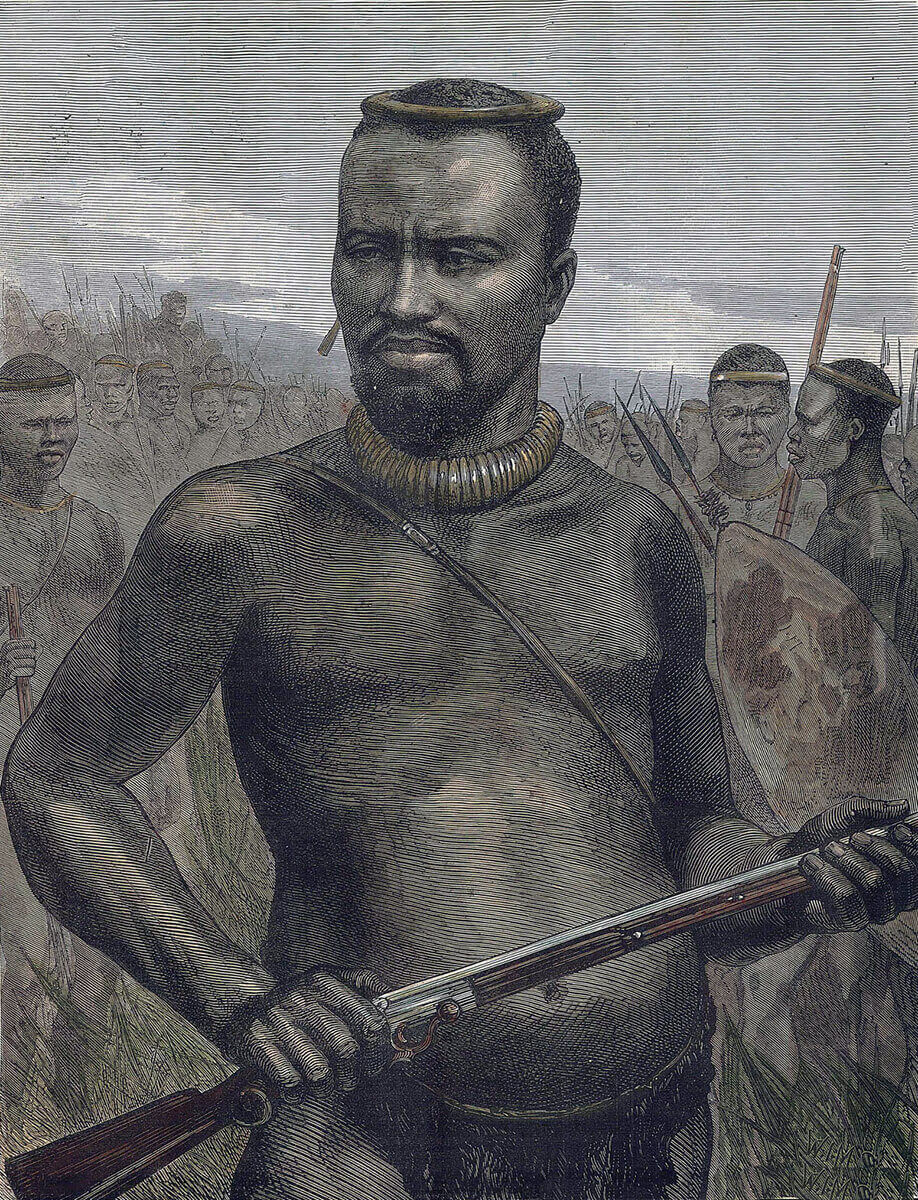
Prinz Dabulamanzi kaMpande

Am Tag der Schlacht bei Isandhlwana wurde auch die schwedische Missionsstation Rorke’s Drift von bis zu 4000 Zulu-Kriegern des uNdi-Korps angegriffen. Die Zulu wurden geführt von Prinz Dabulamanzi kaMpande, dem Halbbruder des Königs. Einige Zulu waren mit britischen Gewehren, welche sie in der Schlacht bei Isandhlwana erbeutet hatten, bewaffnet, aber nicht sehr geübt im Umgang damit. Die Mehrheit war mit dem großen Kriegsspeer (isijula) ausgerüstet. Darüber hinaus trugen Zulukrieger einen großen Schild aus Kuhhaut (isihlangu). Dessen Farbe gab Aufschluss über die Zugehörigkeit zu einem Regiment. Die britische Besatzung der Station bestand überwiegend aus Soldaten des 24. Regiment of Foot (2nd Warwickshire, ab 1881 The South Wales Borderers) und zählte 139 Mann. Sie wurden angeführt von Oberleutnant Bromhead (24. Regiment) und Oberleutnant Chard (Royal Engineers). Letzter führte als Dienstälterer das Kommando. Nach zehnstündigem Kampf hatten die Zulu rund 350 Mann verloren und zogen sich zurück. Die britischen Verluste betrugen zunächst 15 Tote und 12 Verwundete, von denen zwei weitere ihren Verletzungen erlagen.

## Verleihung von Victoriakreuzen
Für diesen Kampf wurden elf Briten mit dem Victoriakreuz, der höchsten Auszeichnung Großbritanniens für überragende Tapferkeit im Angesicht des Feindes, ausgezeichnet. Dies ist die größte Anzahl von Victoriakreuzen, die je für Kämpfe an einem Tag verliehen wurde. So wurde beispielsweise für die Kämpfe in der Luftschlacht um England und am D-Day nur jeweils ein Victoriakreuz verliehen.

### Victoriakreuz-Empfänger
- Oberleutnant Gonville Bromhead

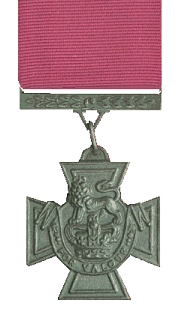
Viktoriakreuz

- Oberleutnant John Rouse Merriott Chard
- Stabsarzt James Henry Reynolds
- Korporal Christian Ferdinand Schiess
- Korporal William Wilson Allen
- Private Frederick Hitch
- Private Alfred Henry Hook
- Private Robert Jones
- Private William Jones
- Private John Williams
- Acting Assistant Commissary James Langley Dalton

Dalton war zunächst nicht für das Victoriakreuz vorgesehen, erhielt es aber nach massiven Protesten im Januar 1880. Nach Augenzeugenberichten hatte er, obwohl nur Versorgungsoffizier, wesentlich mehr für die Organisation des Widerstands getan als Chard und Bromhead, welche bei Annäherung der Zulu den Posten zunächst aufgeben wollten.
Einer der Ausgezeichneten war Korporal Christian Ferdinand Schiess, ein Schweizer Staatsbürger, der sich als Südafrikaner ausgab. So erlangte er das Victoria-Kreuz, das sonst britischen Staatsangehörigen vorbehalten ist.

## Rezeption
Königin Victoria sagte über den Kampf von Rorke’s Drift: The Defence of Rorke’s Drift is immortal. (deutsch: „Die Verteidigung von Rorke’s Drift ist unsterblich.“)
Die Ereignisse während der Kämpfe um Rorke’s Drift wurden 1964 im Film Zulu mit Michael Caine verfilmt.